# Achille Louis Léon Bouchez
Pour les articles homonymes, voir Bouchez.

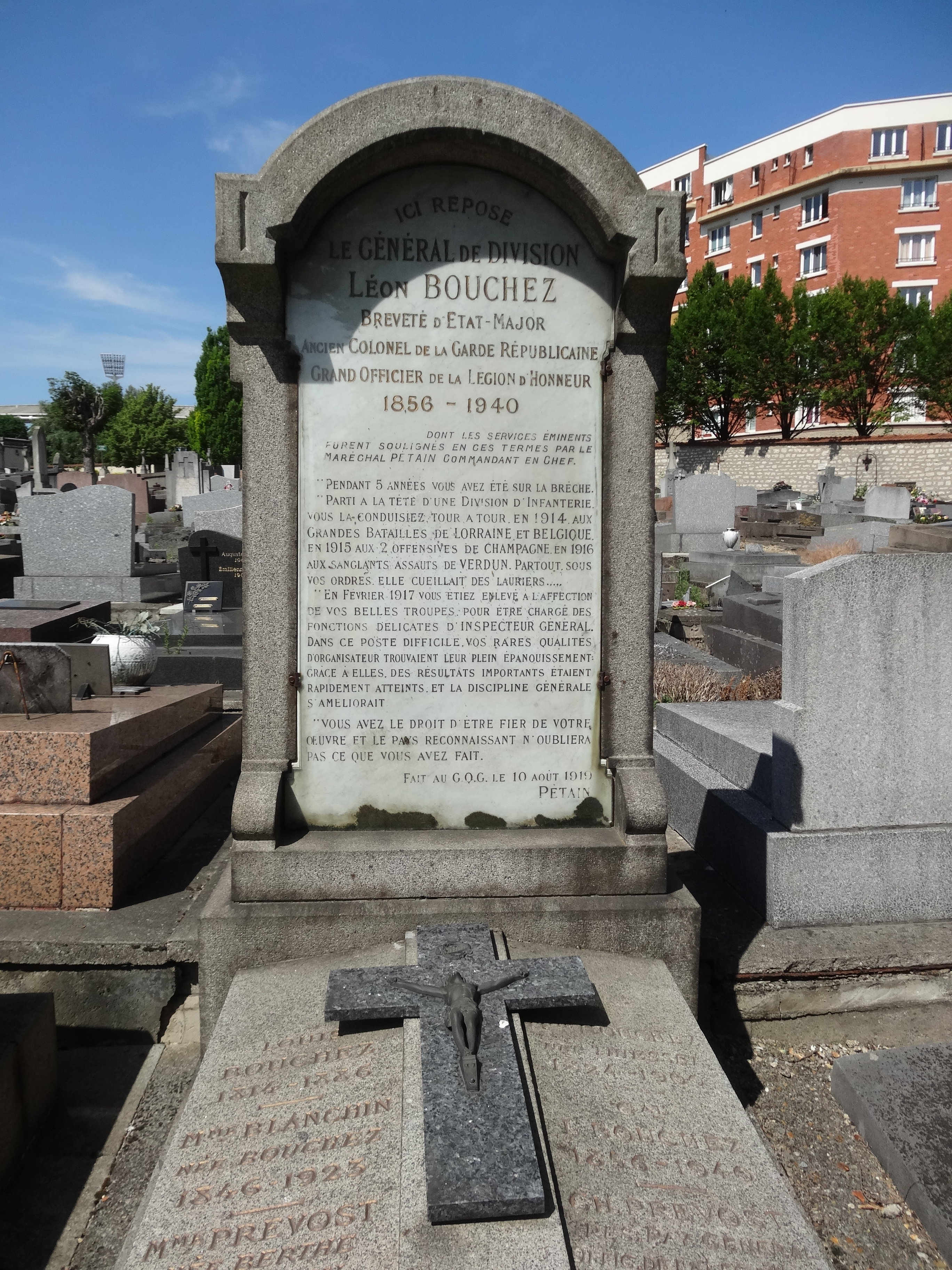
Tombe de Achille Louis Léon Bouchez au cimetière de Gentilly (Val-de-Marne).

Achille Louis Léon Bouchez (Desvres, 24 juin 1856 – Bordeaux, 22 octobre 1940), est un officier général français.

## Biographie
Né à Desvres dans le Pas-de-Calais, il est le fils d'un cordonnier, Louis Marie Bouchez et de Madeleine Tiessez.
À 17 ans, Achille Bouchez s'engage le 28 octobre 1874 au 70e régiment d'infanterie (RI).
Reçu au concours d'entrée, le sergent-major Bouchez intègre l'École militaire d'infanterie en 1879.
Il intègre le 118e RI en qualité de sous-lieutenant.
Lieutenant en 1884, il intègre la Garde républicaine le 2 juillet 1886.
Breveté de l'École de guerre, premier commandant militaire du palais de l'Élysée et ancien commandant de la Garde républicaine, le général Bouchez commande la 32e division d'infanterie durant la Première Guerre mondiale.
Chevalier de la Légion d’honneur depuis 1895, il est élevé à la dignité de grand officier de l'ordre le 2 août 1920.
Achille Bouchez meurt à Bordeaux le 22 octobre 1940 .

## Décorations
Grand officier de la Légion d'honneur (arrêté du 2 août 1920)